# 穆伊尼奥斯
穆伊尼奥斯，是西班牙加利西亚自治区奥伦塞省的一个市镇。总面积110平方公里，总人口2015人（2001年），人口密度18人/平方公里。